# Jerzy Lemanowicz
Jerzy Lemanowicz (ur. 26 marca 1929 w Wilnie, zm. 18 sierpnia 2013) – polski specjalista w zakresie technologii maszyn i sprzętu precyzyjnego, docent dr inż., wieloletni pracownik naukowy Politechniki Warszawskiej (PW),  nauczyciel akademicki Wydziału Mechaniki Precyzyjnej. Dyrektor Instytutu Budowy Sprzętu Precyzyjnego i Elektronicznego.
W czasie II wojny światowej najmłodszy zwiadowca II Brygady Wileńskiej AK. Ukończył w 1954 Wydział Mechaniczny Technologiczny PW z dyplomem magistra inżyniera. Pracownik naukowy PW: asystent od października 1952, starszy asystent od grudnia 1953, doktor nauk technicznych od 1968, starszy wykładowca od marca 1969 w Katedrze Obrabiarek Wydziału Mechanicznego Technologicznego. Zmarł 18 sierpnia 2013 r.

## Odznaczenia
- Krzyż Oficerski Orderu Odrodzenia Polski
- Krzyż Kawalerski Orderu Odrodzenia Polski
- Srebrny Krzyż Zasługi
- Medal Komisji Edukacji Narodowej